# Jaktäventyr
Jaktäventyr är ett seriealbum om pälsjägaren Buddy Longway. Utgiven i original 1980 och på svenska 1980. Svensk text av Sture Hegerfors och Stellan Nehlmark.

## Handling
Buddy Longways dotter Kathleen tjatar på sin pappa att han ska rida in Blacky, hennes häst. På natten tycker hon att allt är orättvist och i gryningen går hon ut och rider iväg på Blacky. Men när hon försöker få den att rida över ett vattendrag vägar hästen och slänger av henne, ner i vattnet där hon blir liggande medvetslös. Hennes föräldrar och bror hittar henne och vid hennes sjuksäng berättar Buddy en jakthistoria om när han var ung och inte lyssnade till en väns goda råd och blev att riskera livet.
Dagen därpå vill dottern höra en historia till och Buddy berättar om när en skadad puma följde efter honom och för att kunna få del av hans byte.
Sedan berättar Buddy om sin första jakt, där nästan allt gick på tok och det visar sig att det inte var så lätt att bli rik på att vara pälsjägare.

## Buddys första jakt
Sidorna 40-47 är historien om Buddys första jakt. Denna tecknades redan 1972, innan första albumet kom ut. Den publicerades 1975 i Sverige.